# Bridge to Nowhere (Brücke)
Koordinaten: 39° 16′ 15,7″ S, 174° 58′ 20,5″ O
Die Bridge to Nowhere (dt.: „Brücke nach Nirgendwo“) ist eine Betonbrücke, die den Mangapurua Stream überspannt, einen Seitenarm des Whanganui River im Whanganui-Nationalpark auf der Nordinsel von Neuseeland. Einst als Straßenbrücke angelegt, weist sie eine Betonfahrbahnbreite von etwa 3 Metern auf. Sie führt jedoch auf beiden Seiten ins „Nirgendwo“. Es gibt keine Straßen mehr, die diese Brücke mitten im Urwald des Whanganui-Nationalparks nutzen.

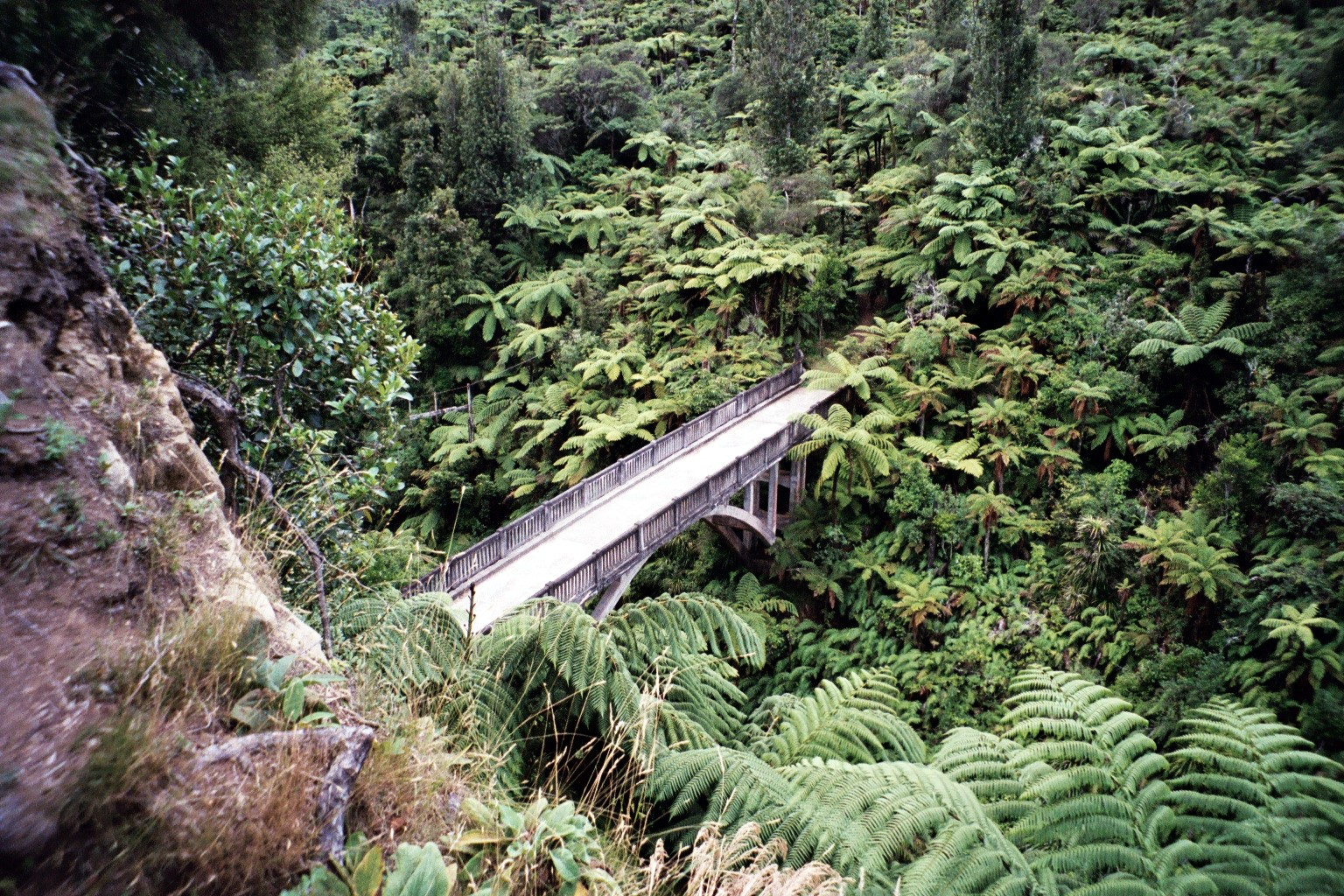
Die Brücke nach Nirgendwo über den Mangapurua Stream ist völlig vom Urwald umgeben.

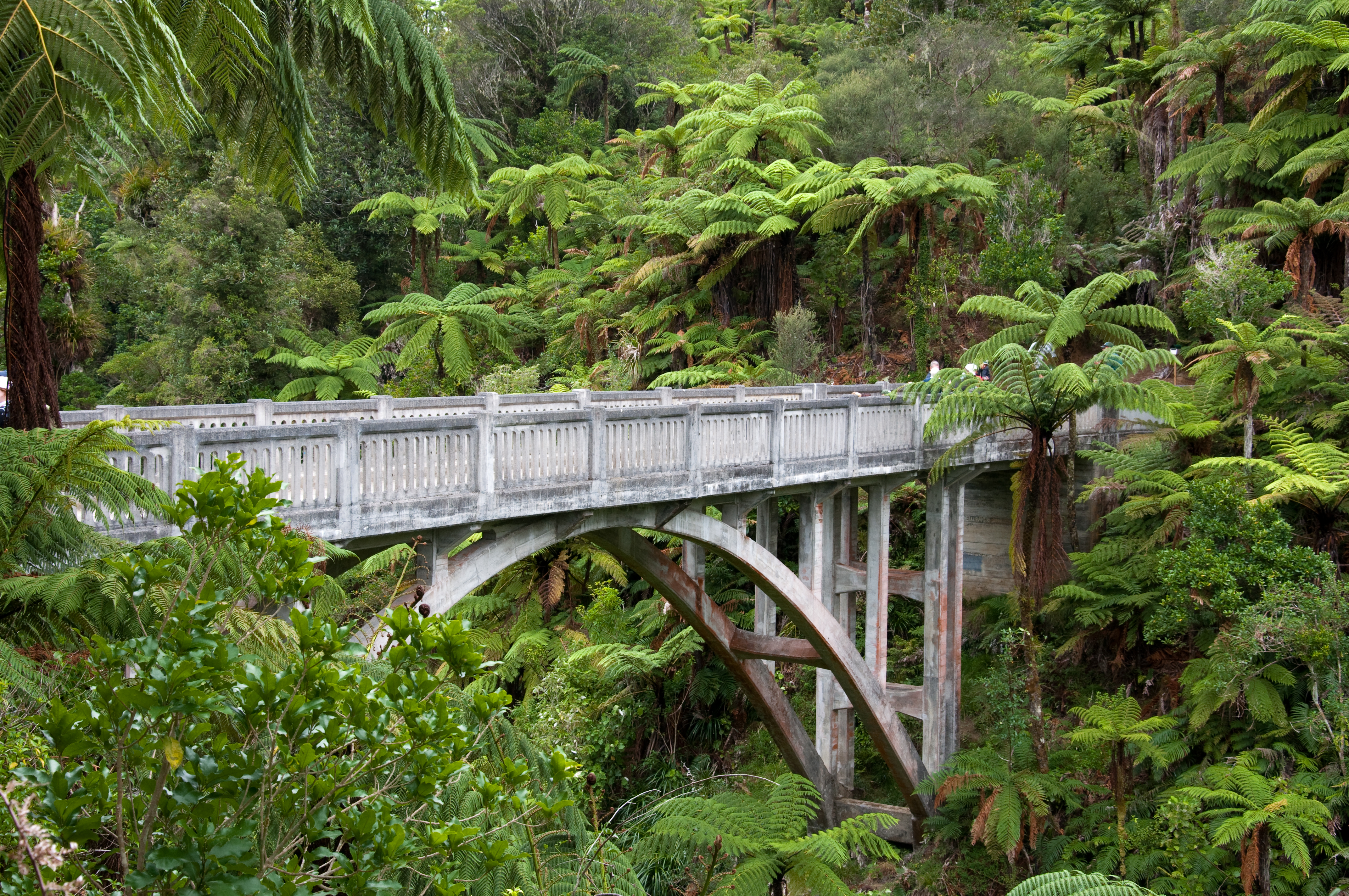
Die Brücke nach Nirgendwo

Sie ist eine Touristenattraktion, durch ihre abgelegene Lage vor Massentourismus geschützt. Für den Zugang gibt es zwei Möglichkeiten: per Boot (Jetboot oder Kanu/Kajak) den Whanganui stromaufwärts bis zur Mangapurua Landing und von dort auf einem Wanderweg nach 40 bis 45 Minuten zur Brücke. Alternativ ist sie auch komplett zu Fuß über einen Weg (rund drei Stunden) vom nächsten Straßenzugang her erreichbar.
Die Brücke über die tiefe Mangapurua Gorge (Maungapurua-Schlucht) sollte den Zugang zu einem Landgebiet unterstützen, das die neuseeländische Regierung 1917 angelegt hatte, um dort Soldaten anzusiedeln, die aus dem Ersten Weltkrieg zurückkehrten.
Mitte der 1930er Jahre wurde die Verbindung gebaut, um den Farmern einen besseren Kontakt zur nächsten Stadt Taumarunui zu ermöglichen. Allerdings hatte zu diesem Zeitpunkt ein Großteil von ihnen, die hier ehemaligen Urwald urbar gemacht hatten, bereits den Rückzug aus der Region angetreten. Mit der Einberufung vieler Farmer zum Zweiten Weltkrieg verlor die Region so viele Arbeitskräfte, dass die verbliebenen Familien Anfang der 1940er Jahre endgültig den ständigen Kampf gegen den Urwald aufgaben und in andere Gegenden Neuseelands umzogen.
Wenige Jahre später war von den einstigen Farmen und Straßen nichts mehr übrig geblieben. Alle Spuren menschlicher Siedlungen sind weitestgehend von Wald bedeckt.
Auf einem Stein an der Brücke wird ihre Geschichte geschildert. Der Text schließt mit dem Satz:

“The disappearing road line, old fence lines, stands of exotic trees, occasional brick chimneys, and this bridge serve as reminders of the ill fated settlement of the Mangapurua valley.”

„Die verschwindende Straßenführung, alte Zaunteile, Gruppen nicht heimischer Bäume, gelegentliche Ziegelschornsteine und diese Brücke dienen als Erinnerung an die gescheiterte Besiedlung des Maungapurua-Tales.“